# Linley Marthe
Linley Marthe (* 31. August 1972 auf Mauritius) ist ein mauritischer Jazzbassist. 

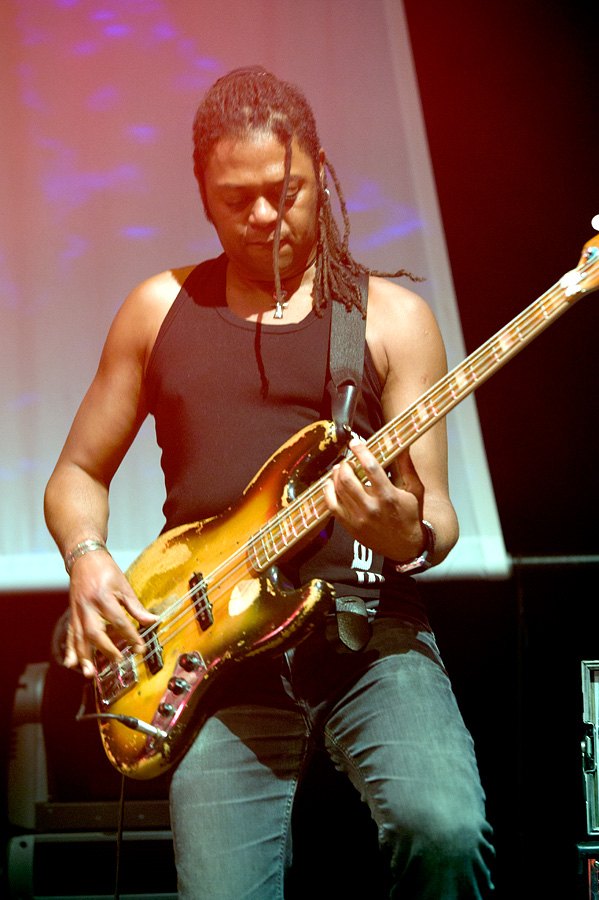
Linley Marthe, Moers Festival 2012

Auf Mauritius brachte Marthe sich als Autodidakt Bassgitarre, Kontrabass und Piano bei. Er arbeitete als Musiker und Musikproduzent und zog nach einer Zusammenarbeit mit François Jeanneau 1993 nach Paris, wo er sich einer akademischen Ausbildung unterzog und bis heute lebt.
Marthe gilt als einer der originellsten und virtuosesten E-Bassisten. Er spielte zunächst im African Project von Philippe Sellam/Gilles Renne (CD „Traditional Odyssey“, 1996) und war ab 2003 bei Joe Zawinul tätig (CD „Vienna nights“). Weiterhin spielte er mit Cheb Mami, Mino Cinelu, Dave Liebman, Andy Emler, Trilok Gurtu, Didier Lockwood, Richard Galliano, Lionel & Stéphane Belmondo, Sylvain Beuf, Flavio Boltro, Jean-Pierre Como, Laurent Coq, Christian Escoudé, Denis Leloup, Nguyên Lê, Michel Portal, Baptiste Trotignon, Louis Winsberg, Francis Lassus, Kadero Ray, Chander Sardjoe und Hans Lüdemann.
Er war weiterhin an Platteneinspielungen von Soriba Kouyaté, Karim Ziad, Pierre Akendengue, Jerry Léonide, Grégory Privat und Hadrien Feraud beteiligt.